# Гіперболічна ортогональність

Евклідова ортогональність зберігається під час обертання на лівому малюнку; гіперболічна ортогональність відносно гіперболи (В) зберігається під час гіперболічного обертання на правому малюнку

Гіперболічна ортогональність — поняття в евклідовій геометрії. Дві лінії називаються гіперболічно ортогональними, якщо вони є відбиттям одна одної відносно асимптоти даної гіперболи.
На площині часто використовують дві особливі гіперболи:
(A) xy = 1 з асимптотою y = 0.
При відбитті відносно осі x, лінія y = mx стає y = -mx.
В цьому випадку лінії є гіперболічно ортогональними, якщо їхні кутові коефіцієнти є протилежними числами.
(B) x2 — y2 = 1 з асимптотою y = x.
Для ліній y = mx при -1 < m <1, якщо x = 1/m, то y = 1.
Точка (1/m, 1) на лінії відбивається відносно y = x у точку (1, 1/m).
Тому відбита лінія має кутовий коефіцієнт 1/m, а кутові коефіцієнти гіперболічно ортогональних ліній — взаємно обернені.
Відношення гіперболічної ортогональності фактично застосовується до класів паралельних прямих на площині, де будь-яка конкретна лінія може представляти клас. Таким чином, для даної гіперболи й асимптоти A пара прямих (a, b) є гіперболічно ортогональними, якщо існує пара (c, d) така, що {\displaystyle a\rVert c,\ b\rVert d}, а c — це відбиття d відносно A.
Властивість радіуса, ортогонального до дотичної до кривої, розширюється від кола на гіперболу за допомогою поняття гіперболічної ортогональності.
Від моменту появи 1908 року простору-часу Мінковського введено концепцію гіперболічно ортогональних до лінії часу (дотична до світової лінії) точок в площині простору-часу, для визначення одночасності подій відносно заданої лінії часу. У дослідженні Мінковського використовується гіпербола типу (B). Два вектори {\displaystyle x_{1},y_{1},z_{1},t_{1}\quad {\text{і}}\quad x_{2},y_{2},z_{2},t_{2}} є нормальними (в сенсі гіперболічної ортогональності) якщо
{\displaystyle c^{2}t\ t_{1}-x\ x_{1}-y\ y_{1}-z\ z_{1}=0.}
Якщо c = 1, yi і zi дорівнюють нулю, x1 ≠ 0, t2 ≠ 0, то {\displaystyle {\frac {t}{x}}={\frac {x_{1}}{t_{1}}}}.
В аналітичній геометрії для опису ортогональності використовується білінійна форма, причому два елементи ортогональні, коли їхня білінійна форма обертається на нуль. У площині комплексних чисел {\displaystyle z_{1}=u+iv,\quad z_{2}=x+iy}, білінійна форма є {\displaystyle xu+yv}, тоді як у площині гіперболічних чисел {\displaystyle w_{1}=u+jv,\quad w_{2}=x+jy,} білінійна форма є {\displaystyle xu-yv.}
Два вектори z1 і z2 в комплексній площині, і w1 і w2 в гіперболічній площині називаються відповідно евклідово ортогональними й гіперболічно ортогональними, якщо їх відповідні внутрішні добутки білінійних форм дорівнюють нулю.
Для даної гіперболи з асимптотою А, її відбиття в А дає пов'язану гіперболу. Будь-який діаметр початкової гіперболи відбивається в спряжений діаметр. У теорії відносності напрямки, задані спряженими діаметрами, беруться в за просторові й часові осі.
Як писав 1910 року E. Т. Віттекер, «гіпербола не змінюється, якщо будь-яка пара спряжених діаметрів приймається за нові осі, а нова одиниця довжини береться пропорційно довжині будь-якого з цих діаметрів». На цьому принципі відносності він потім написав перетворення Лоренца в сучасній формі з використанням поняття стрімкість.
Едвін Б. Вілсон і Гілберт Н. Льюїс розробили 1912 року концепцію в рамках синтетичної геометрії. Вони відзначають, що «в нашій площині жодна пара перпендикулярних гіперболічно ортогональних ліній не підходить як осі координат краще, ніж будь-яка інша пара».
Поняття гіперболічної ортогональності виникло в аналітичній геометрії з урахуванням спряжених діаметрів еліпсів і гіпербол. Якщо g і g' — кутові коефіцієнти пов'язаних діаметрів, то {\displaystyle gg'=-{\frac {b^{2}}{a^{2}}}} в разі еліпса і {\displaystyle gg'={\frac {b^{2}}{a^{2}}}} в разі гіперболи. Якщо a = b, еліпс являє собою коло, спряжені діаметри перпендикулярні, гіпербола — прямокутна, а спряжені діаметри — гіперболічно ортогональні.
У термінології проєктивної геометрії операція взяття гіперболічної ортогональної лінії є інволюція. Припустимо, що кутовий коефіцієнт вертикальної лінії позначено як ∞, тоді всі лінії мають кутовий коефіцієнт у проєктивно розширеній числовій прямій. Потім, залежно від того, яка з гіпербол (A) чи (B) використовується, операція є прикладом гіперболічної інволюції, де асимптота інваріантна.